# 拓跋処真
拓跋 処真（たくばつ しょしん、生年不詳 - 447年）は、北魏の皇族。扶風公。

## 経歴
拓跋翳槐の末裔にあたる。殿中尚書に任じられ、扶風公の爵位を受けた。445年（太平真君6年）、平陽公慕容嵩とともに2万騎を率いて薛永宗を討った。447年（太平真君8年）、吐京胡の曹僕渾らが北魏にそむくと、拓跋処真は高涼王拓跋那らともに反乱を討ち滅ぼした。6月、軍資の横領と略奪品の贓匿の罪を問われて、処刑された。

## 伝記資料
- 『魏書』巻14 列伝第2
- 『北史』巻15 列伝第3